# Allanblackia
Allanblackia é um género botânico pertencente à família Clusiaceae.

## Sinonímia
- Stearodendron Engl.

## Espécies
Constituido por 11 espécies:
| - Allanblackia floribunda - Allanblackia gabonensis - Allanblackia kimbiliensis - Allanblackia klainii - Allanblackia marienii - Allanblackia monticola | - Allanblackia parviflora - Allanblackia sacleuxii - Allanblackia staneriana - Allanblackia stuhlmaunii - Allanblackia ulugurensis |

- Lista das espécies